# 横田陽
横田 陽（よこた あきら、1976年11月23日 - ）は、日本の実業家。株式会社レバンガ北海道代表取締役CEO。北海道釧路市出身。札幌大学経営学部経営学科卒業。

## 経歴
札幌大学ではバスケットボール部所属。卒業後は月寒グリーンドームなどの施設を管理する財団法人に勤務。2006年に母校札幌大学で開かれた広瀬一郎主催の「スポーツマネジメントスクール」に参加。レバンガ北海道の前身、レラカムイ北海道の法人設立を目指していた水澤佳寿子と出会い、2007年にレラカムイ北海道に入社。新クラブの立ち上げメンバーとして執行役員を務めた。
レラカムイ運営会社事業停止後、東京の漬物会社に転職して「T-1グランプリ」という漬物の販売イベントを軌道に乗せるなど順調な働きを見せていたが、折茂武彦からの誘いもあって2014年にレバンガに復帰。事業統括本部長を経て、2016年、代表取締役CEO